# Fear of the Dawn
Fear of the Dawn è il quarto album in studio del musicista rock americano Jack White, pubblicato l'8 aprile 2022 dalla Third Man Records. L'album è stato scritto a Nashville e registrato per tutto il 2021 al Third Man Studio.
Nell'ottobre 2021, White ha pubblicato Taking Me Back, il suo primo singolo da solista dal 2018. A novembre, White ha rivelato che avrebbe pubblicato due album da solista nel 2022: Fear of the Dawn, che presenterà il tradizionale suono rock di White, e Entering Heaven Alive, un album folk, la cui uscita è prevista per il 22 luglio. White ha pubblicato un video per Taking Me Back l'11 novembre.
Nel dicembre 2021, White ha annunciato il tour Supply Chain Issues Tour che inizierà l'8 aprile 2022 a Detroit, nel Michigan. Il tour copre il Nord America e l'Europa. L'11 febbraio 2022, White ha pubblicato la title track Fear of the Dawn come lato B del singolo principale di Entering Heaven Alive, Love Is Selfish, e ha caricato il video musicale di Fear of the Dawn su YouTube lo stesso giorno. Il 3 marzo 2022, White ha pubblicato la canzone Hi-De-Ho (che presenta il rapper Q-Tip, ex del gruppo hip hop A Tribe Called Quest) come secondo singolo autonomo di Fear of the Dawn. Infine, il 7 aprile 2022, White ha pubblicato What's the Trick? come ultimo singolo a sorpresa il giorno prima dell'uscita dell'album.

## Tracce
1. Taking Me Back – 3:59
2. Fear of the Dawn – 2:02
3. The White Raven – 2:43
4. Hi-De-Ho (featuring Q-Tip) – 3:56
5. Eosophobia – 3:41
6. Into the Twilight – 4:41
7. Dusk – 0:30
8. What's the Trick? – 3:34
9. That Was Then (This Is Now) – 3:10
10. Eosophobia (Reprise) – 3:12
11. Morning, Noon and Night – 4:45
12. Shedding My Velvet – 3:41